# La Maison du péril (téléfilm)
Pour les articles homonymes, voir La Maison du péril (homonymie).
La Maison du péril (Peril at End House) est un téléfilm britannique de la série télévisée Hercule Poirot, réalisé par Renny Rye, sur un scénario de Clive Exton, d'après le roman La Maison du péril, d'Agatha Christie.
Ce téléfilm, qui constitue le 11e épisode de la série, a été diffusé pour la première fois le 7 janvier 1990 sur le réseau d'ITV.
Il est divisé en 2 épisodes. Il représente donc les épisodes 1 et 2 de la saison 2. Ils sont appelés La Maison du péril - Partie I et La Maison du péril - Partie II

## Synopsis
Partie 1
En vacances en Cornouailles, Poirot et Hastings font la connaissance de Nick Buckley, la propriétaire de la « Maison du Péril », qui y passe des vacances avec ses amis. Alors que Poirot s'est foulé la cheville, elle leur parle de sa chance : ces derniers jours elle a été victime de trois accidents qui auraient pu lui être mortels. En repartant, elle oublie son chapeau et Poirot y découvre un trou de balle. Il comprend alors qu'elle a échappé à une quatrième tentative de meurtre. Le détective décide de se rendre dans la demeure de Nick où il rencontre ses amis, mais ces derniers ne la croient pas victime de tentatives de meurtres. Mais un soir, un meurtre se produit dans la maison lors du feu d'artifice, mais la victime est la cousine de Nick, Maggie, portant le châle de sa cousine. Poirot mène son enquête, tandis que Nick Buckley est en sécurité à l'hôpital. Plus tard Poirot apprend que Nick était la fiancée de l'aviateur récemment disparu et que celui-ci vient d'hériter la fortune de son oncle mort peu de temps avant...
Partie 2
L'enquête continue. Tandis que la police recherche toujours l'arme du crime en vain, Poirot cherche le testament de Nick mais celui-ci est introuvable. Nick explique au détective qu'elle l'avait fait envoyer à son cousin avocat, mais ce dernier ne l'a jamais reçu ! Néanmoins, il découvre les lettres d'amours entre Nick et le navigateur disparu, et apprend l'existence d'une cache secrète dans la maison, ce que Nick ignore. Le détective s'intéresse aussi au Commandant Challenger, amoureux de Nick et "réparant" souvent les montres de ses amis, et Miss Lemon, qui vient en renfort, apprend au détective que le commandant rend régulièrement visite à la clinique très fréquentée de son oncle médecin. Hastings se rend à Londres consulter le contenu du testament de l'aviateur qui laisse toute sa récente fortune à sa fiancée. Mais pendant ce temps, Nick Buckley est empoisonnée par les chocolats censée être envoyée par Poirot. Le détective annonce sa mort.
Le lendemain, la police apprend que les chocolats ont été envoyés par Freddie Rice à la demande de son amie. Poirot sait qu'elle ment. Au même moment le testament de Nick refait mystérieusement surface et celui-ci révèlera le soir suivant que tous les biens seront légués aux Croft. Entre-temps, une conversation amusante entre Hastings et Miss Lemon sur les diminutifs des prénoms apporte la clé de résolution de l'enquête. Le soir suivant, tous les protagonistes sont réunis pour la lecture du testament de Nick qui lègue tous ses biens aux Croft. Mais cette soirée réservera bien des surprises...

## Fiche technique
- Titre français : La Maison du péril
- Titre original : Peril at End House
- Réalisation : Renny Rye
- Scénario : Clive Exton, d'après le roman La Maison du péril (1932) d'Agatha Christie
- Décors : Mike Oxley
- Costumes : Linda Mattock
- Photographie : Peter Bartlett
- Montage : Frank Webb
- Musique originale : Christopher Gunning
  - Musique additionnelle : Richard Hewson
- Casting : Lucy Abercrombie et Rebecca Howard
- Production : Brian Eastman
  - Production déléguée : Nick Elliott
- Sociétés de production : Picture Partnership Productions, London Weekend Television
- Pays d'origine :  Royaume-Uni
- Langue originale : Anglais
- Genre : Policier
- Durée : 100 minutes (2 épisodes de 50 minutes)
- Lieu de tournage : Imperial Hotel à Torquay
- Ordre dans la série : 11e - (1er épisode de la saison 2 divisé en 2 parties)
- Première diffusion : 
  -  Royaume-Uni : 7 janvier 1990 sur le réseau d'ITV

## Distribution
- David Suchet (VF : Roger Carel) : Hercule Poirot
- Hugh Fraser (VF : Jean Roche) : Capitaine Arthur Hastings
- Philip Jackson (VF : Claude d'Yd) : Inspecteur-chef James Japp
- Pauline Moran (VF : Laure Santana) : Miss Felicity Lemon
- Polly Walker (VF : Catherine Lafond) : Nick Buckley
- John Harding : Commandant George Challenger
- Jeremy Young : Bert Croft
- Mary Cunningham : Ellen Wilson
- Paul Geoffrey : Jim Lazarus
- Alison Sterling (VF : Joëlle Fossier) : Frederica Rice (Freddie)
- Christopher Baines : Charles Vyse
- Carol MacReady (VF : Claude Chantal) : Mildred Croft (Milly)
- Elizabeth Downes : Maggie Buckley
- Godfrey James : un inspecteur de police
- John Crocker : Dr Graham
- Geoffrey Greenhill : Wilson
- Joe Bates : Alfred
- Jane Paton : la réceptionniste de l'hôtel
- Fergus McLarnon : Hood
- Jenny Funnell : l'infirmière Andrews
- Janice Cramer : une femme de chambre
- Edward Pinner : un groom

## Autour du téléfilm
- C'est le premier roman adapté dans la série, qui n'adaptait auparavant que des nouvelles. C'est pour cette raison que l'épisode comporte deux parties de 50 minutes. La saison suivante comportera une seconde adaptation de roman, La Mystérieuse affaire de Styles. Au cours des saisons suivantes, tous les romans seront adaptés jusqu'au dernier après avoir adapté toutes les nouvelles (seul le livre Les travaux d'Hercule, recueil de douze nouvelles liées entre elles, sera condensé en un téléfilm).
- Le personnage de Miss Lemon est absente dans le roman d'origine.
- L'actrice Polly Walker (Nick Buckley) jouera dans une autre adaptation de roman d'Agatha Christie, À l’hôtel Bertram, dans la série Miss Marple dans les années 2000.
- Le téléfilm se déroulant dans la ville fictive de St. Looe, est tournée à Torquay.